# Fosieby industriområde
Fosieby industriområde är ett industriområde i stadsdelen Fosie, Malmö, mellan Jägersro och Svågertorp.
Området ligger mellan Inre och Yttre ringvägen, väster om Käglingevägen. Det består av ett stort antal företagslokaler. Lokalerna är av varierande storlek, men nästan alla är låga enplansbyggnader.
Området började exploateras 1970. De arkeologiska fynd som gjordes inspirerade namngivningen av gatorna på området. Nu finns flera hundra små och medelstora företag representerade i Fosie Företagsgrupp.
Anstalten Fosie och Sydsvenskans tryckeri är några av verksamheterna i området. Andra företag i området är Rexam, Alfa Laval Automation och Schenker transport.